# ユダヤの神話
ユダヤの神話（ユダヤのしんわ、Jewish mythology）。ユダヤ人の神話についての項目。ユダヤ教におけるヘブライ語聖書、キリスト教における旧約聖書は両宗教の聖書正典とされるが、これを含めて神話とする見解がある。

## ユダヤの歴史的背景
今日の研究者の多くはヘブライ語聖書、旧約聖書の記述がそのまま歴史的事実を示すとは考えていない。旧約聖書は複雑な編纂過程を経ているし、各文書の執筆・編纂時期もよく分かっておらず、彼らの推定する実際の歴史も合意されていることはさほど多くない。

### 神話・民話
神話学、民族学、考古学、古代文献学などの見解によれば、創世記などのエピソードの多くには他文化の神話・説話との共通性が見られるという。ことに19世紀になってアッシリア時代の遺跡から出土した粘土板に記述されたギルガメシュ叙事詩にはノアの箱舟とそっくりの挿話が記載されていたことは有名である。創世記の執筆に当たっては、オリエント地域で共有されていた神話・民話・説話（たとえばシリアのウガリット遺跡から発掘された粘土板文書に記されたウガリット神話）が利用されたものと推測されているが、同時に旧約聖書のオリジナリティも多くの研究者は指摘している。

### イスラエル民族の起源
前14世紀頃には「アピル」と呼ばれる集団がパレスチナ（カナン）で略奪行動を行っていたことがエジプトの文書で確認できる。このアピルは、シリアやメソポタミアの文書では「ハピル」ないしは「ハビル」とも呼ばれており、民族名を指すのではなく、奴隷や傭兵にもなった非土着系のアウトロー的な社会階層を指す言葉である。多くの学者がこのアピルとその後のヘブライ人（エジプト語でイブリー）のカナン進出に何らかの関係があったと考えている。
紀元前1207年の出来事を記したエジプトの石碑には「イスラエル人」についての言及が認められ、これがイスラエルという部族集団の実在を確認できる最古の文献である。この部族集団の出自については不明な点が多い。
紀元前1200年頃というのは丁度「海の民」が南西の海岸平野からシリアやカナン地方に侵入してきた頃であり、それを代表するのが旧約聖書にイスラエル人のライバルとして登場するペリシテ人である。イスラエル人はこれと同時期に山岳地域からカナン地方に進出してきてペリシテ人と衝突を繰り返した。最近の考古学調査では、ガリラヤ山地、中央山岳地帯、南部ユダヤのネゲブ北部などに前1200年頃から居住地域が急増し、西部に勢力を広げていったことが確認されている。この動きの中にイスラエル人たちの部族が含まれていたことは間違いが無い。
この山岳地域の居住者達の出自に関しては様々な説が唱えられている。ウルからハランを経てやってきたアブラハムがそうであったように、外部からやってきた遊牧民が定住したとする説（しかし、ウルのような南部メソポタミアからの移住は考えにくいのでメソポタミア北西部からの移住だとする）、カナン諸都市の周辺部に居た半遊牧民達が山地に逃れて定住したとする説、カナンの諸都市の奴隷や下層民が都市を逃れて定住したとする説、アラム地方から移住してきたとする説など様々である。おそらくは多様な出自を持つ人々であり、この中からヤハウェ神信仰を共有する部族がまとまってイスラエル部族連合が形成されたのであろうと考えられている。

### モーセの事件
モーセのエジプト脱走は多くの研究者によって、前13世紀のエジプト第19王朝ラメセス2世（在位前1279-1213）の時代であると推定されているが、文書資料が豊富なエジプト側には一切の記録が無い。このことから旧約聖書にあるような壮年男子だけで60万人という大規模な脱走事件が起きた（出エジプト12:37、民数記1:46）という訳ではなく、ごく少数者の脱走事件であったのだろうと推定されている。前述のイスラエル部族連合の中に「カリスマ的指導者に率いられてエジプトから脱出してきた」という伝承をもつ部族があって、その伝承が部族連合全体に広がって共有されていったのだろう。
さらにエジプト脱出の伝承に、シナイ山における神の顕現に関する伝承が結び付けられて、シナイ山での契約の物語が成立したものと考えられている。このシナイ山は今日、シナイ半島南部のジュベル・ムーサ（「モーセの山」、標高2244メートル）とされているが、これは紀元4世紀以降にそう看做されるようになっただけであり根拠は無い。
なお、イスラエル人たちが神と結んだ契約については繰り返し語られているが、申命記のそれはアッシリアが属国に結ばせた宗主権条約文と類似の構造を持つことが指摘されている。つまり、大国と属国との契約関係を、イスラエル人は神と自分達との契約に置き換えたのである。

### 族長物語の背景
アブラハム・イサク・ヤコブの3代の族長にしても、元々は別の部族が保持していた族長伝説が合わせられたと考えられている。アブラハムとイサクの記述には圧倒的に南部ユダ地方に置かれた聖所との関わりが記されているし、ヤコブの記述にはサマリア地方やヨルダン川東岸の聖所が言及されていることから、アブラハムとイサクが南部のユダヤ系、ヤコブが北部やヨルダン川東岸系の部族の族長であったことが推測されるのである。イスラエル部族連合がその結びつきを強固にして、祭祀・伝承・神話を共有していく中で三代の族長の物語が形成されていったのだろうと考えられる。

### カナン侵攻
このように成立したイスラエル部族連合は前12世紀頃からカナンの諸都市に敵対的に侵攻あるいは平和的な定住を行ったが、この時期を描くヨシュア記・士師記の記述がどれだけ歴史的事実に基づいているのかは不明である。たとえば、ヨシュアが角笛を吹き鳴らさせると城壁が崩れ落ちたとされるエリコであるが（ヨシュア記6章）、考古学調査によればエリコの城壁は紀元前2300年頃に崩壊しており、イスラエル人のカナン侵攻の時期にはエリコは無人であったと推測する説がある。つまりエリコ攻略は、遺跡を目にしたイスラエル人たちが創作した縁起神話と考えるのである。
旧約聖書では士師が相次いで現れてイスラエル人全体を導いたように描かれている。しかし、記述を詳細に検討していくとデボラのような神の意志を伝えるシャーマン的な女性、特定地域で住民同士の様々な問題の仲裁に当たった小士師、一部部族の軍事的指導者たる大士師など様々な立場の人間が存在し、それらが「イスラエル全体を裁き導くカリスマ的軍事指導者」の系列として後世にまとめられたものと考えられる。

### 王政の成立
しかし部族ごとの軍事行動は効率が悪く、周辺民族のようにイスラエルも王制化に踏み切って成功する。ことにダビデは政治力を発揮して、南部部族と北部部族の中間に近いエルサレムに首都をおいた。エルサレムは元来モアブ人の都市であり、どの部族の聖所とも無縁だったので中立政策を立てやすかったのである。さらにダビデはヤーウェ宗教の統合の象徴ともいえる「契約の箱」をエルサレムに運んで安置し、エルサレムをヤーウェ宗教の中心地にした。さらにソロモン王は神殿を造営してそれを確固たるものとした。
カナンの地は交通の要衝を占めていたので、ダビデ・ソロモン王朝は交易で富を得たと考えられている。しかし、旧約聖書で繰り返し描かれるソロモンの栄華も、当時の外国の資料で言及しているものは発見されていない。
カナンへの定住と、首都エルサレムの建設は、イスラエル人の文化に大きな変化をもたらしたと考えられる。都市の生活と周辺の地中海文明との接触は、知識階層を生み出し様々な文書が書かれる事になった。旧約聖書に収められた箴言やコヘレトの言葉などの知恵文学の成立にしても、神話や伝承、歴史の編纂、詩篇や雅歌の編纂が始まったのも、都市文化の成立が背景にある。
しかしながら、イスラエル人の神は元来「奴隷の家から解放する神」であり、人間が人間を支配することを認めない神であった。また、モーセの律法はもともと半遊牧生活を前提としたものである。そこに持ち込まれた王政と都市生活はヤーウェの宗教に緊張関係をもたらした。この時代以降、預言者が現れてその時代ごとの王の政治を批判するというパターンが繰り返されることになる。

### 預言者たちと救済史観
ダビデ・ソロモン王朝は繁栄を極めるが、小作農と地主・貴族階級との分離が進み社会矛盾が噴出するようになった。また、周辺国家との軋轢は継続し、外患は絶えなかった。そのような中で、預言者たちが現れて民に代わって王たちの政治を批判するようになる。また、預言者たちは、カナン土着信仰が持ち込まれることでヤーウェの宗教が冒涜されているとして、鋭い警告を発するようになる。
カナンの土着信仰とは男神バール信仰、女神アシェラ信仰であったり、エル信仰などであるが、これらは農作物の豊穣を約束する神であり、定住して農業と交易で生活するようになったイスラエル人にとっては、ごく自然な混宗であったろうと想像される。イスラエル部族神としてのヤーウェは戦いの神としての性格が強く、豊穣を約束する神では無かったからである。しかし、預言者たちはそうした混宗を認めず、ヤーウェ信仰の純化を厳しく王と民衆に求めた。
預言者たちの活躍にもかかわらず、ユダヤ・イスラエル人たちは苦渋の歴史を歩むことになる。紀元前721年に北イスラエル王国はアッシリアに攻められて滅び、紀元前586年に南ユダ王国はバビロンに征服され、捕囚とされる。そのような苦難の中で、救済史観が形成されて行くことになる。すなわち、イスラエル民族の苦難は神との契約を裏切った結果であり、人々が神との契約に立ち戻ることによってイスラエル民族は救われるとする。